# Jo Boer (schrijfster)
Johanna Maria (Jo) Boer (Soerabaja, 4 december 1907 – Capelle aan den IJssel, 14 april 1993) was een Nederlandse romanschrijfster. 

## Leven en werk
Boer werd op Java geboren, en ging toen ze twee jaar oud was met haar moeder naar Den Haag. Daar kreeg ze tekenles van de kunstenaars Chris Lebeau en Jan Toorop. Na de zoveelste ruzie met haar moeder ging ze in 1924 bij Charley Toorop in huis wonen. Na enige tijd vertrok ze naar Parijs, waar ze onder andere werkte bij het Nederlands paviljoen in de Koloniale Wereldtentoonstelling. In de jaren dertig exposeerde ze haar tekeningen en schilderijen in Den Haag en Amsterdam. Door toeval (en geldgebrek) kwam het manuscript van haar eerste roman Catharina en de magnolia's bij uitgeverij Nijgh & Van Ditmar terecht. 
Boer leidde een avontuurlijk leven. Met haar vaste vriendin Joffer Roelofswaert woonde ze elf jaar in Noord-Afrika, waarvan vijf in de stad Bou Saâda in Algerije. In de oorlog was ze in dienst van de Royal Navy, en na de oorlog werkte Boer op de Nederlandse ambassade in Parijs. Haar literaire werk schreef ze in de jaren veertig. In die jaren verschenen ook haar vertalingen van schrijvers als Vercors, D.H. Lawrence, Sartre en Gore Vidal.
In 1948 ontving Jo Boer de Vijverbergprijs voor haar boek Kruis of munt. Bordewijk, die in de jury zat, was zeer onder de indruk van deze roman.

## Prijzen
- 1948 - Vijverbergprijs voor Kruis of Munt

## Vertalingen
- Vercors: De wapens der duisternis, 's-Gravenhage, 1947
- D.H. Lawrence: De eerste Lady Chatterley. 's-Graveland, De Driehoek, 1948
- Jean-Paul Sartre: De jaren des onderscheids. Amsterdam, Contact, 1949
- Gore Vidal: De vesting en de zoutpilaar. s-Graveland, de Driehoek, 1950